# Hrabstwo Gray (Teksas)

Piramida wieku hrabstwa

Hrabstwo Gray – hrabstwo położone w USA w stanie Teksas. Utworzone w 1876 r. Siedzibą hrabstwa jest miasto Pampa. Według spisu w 2020 roku populacja spadła do 21,2 tys. mieszkańców.

## Gospodarka
Jest to przede wszystkim hrabstwo przemysłowo–rolnicze, w którym fundamentalną rolę odgrywają wydobycie ropy naftowej, petrochemia, hodowla bydła, przemysł mleczarski i uprawa bawełny, ale także znaczący wkład mają trzoda chlewa, uprawa pszenicy, produkcja paszy i hodowla koni.

## Sąsiednie hrabstwa
- Hrabstwo Roberts (północ)
- Hrabstwo Wheeler (wschód)
- Hrabstwo Donley (południe)
- Hrabstwo Carson (zachód)
- Hrabstwo Hemphill (północny wschód)
- Hrabstwo Hutchinson (północny zachód)
- Hrabstwo Collingsworth (południowy wschód)

## Miasta
- Lefors
- McLean
- Pampa

## Demografia
W 2020 roku 89,8% mieszkańców hrabstwa stanowiła ludność biała (62,0% nie licząc Latynosów), 5,6% to byli czarnoskórzy Amerykanie lub Afroamerykanie, 2,2% miało rasę mieszaną, 1,6% to rdzenna ludność Ameryki i 0,7% to byli Azjaci. Latynosi stanowili 29,8% ludności hrabstwa.

## Religia
W 2020 roku większość mieszkańców to ewangelikalni protestanci, następnie byli katolicy (14,9%), mormoni (1,6%) i świadkowie Jehowy (1,4%).